# 맨스티어
맨스티어는 대한민국의 음악 그룹이다. 2021년 노래 '은행을 털어'로 데뷔했다.

## 방송
- 쇼미더머니 11 (2022)

## 음반
- 불편하면 자세를 고쳐앉아(feat. 가오가이) (2022)
- 빈민가 소년 (2022)
- 싼티 (2022)
- Master Life (2022)
- AK47 (2024)

## 작사/작곡
- 맨스티어 <불편하면 자세를 고쳐앉아> (2022)
- 맨스티어 <빈민가 소년> (2022)
- 맨스티어 <싼티> (2022)
- 맨스티어 <Master Life> (2022)
- 맨스티어 <AK47> (2024)